# ماري فيرغسون
ماري (مولي) إيزولين فيرغسون، (بالإنجليزية: Mary (Molly) Isolen Fergusson)‏ الحاصلة على رتبة الإمبراطورية البريطانية، (من مواليد 28 أبريل 1914، في ستوك - وتُوفيت في 30 نوفمبر 1997 ، في لندن) هي مهندسة مدنية بريطانية، وأول زميلة في معهد المهندسين المدنيين (عام 2005).

## حياتها المبكرة وتعليمها
وُلدت مولي فيرغسون في ستوك، ديفونبورت، وهي ابنة ميلدريد غلاديس ميرسر وجون ن. فريزر فيرغسون، وترعرعت في يورك حيث صنع والدها معدات التصوير الشعاعي. كانت ماري رئيسة اتحاد الطلاب في كلية يورك، ثم حصلت على بكالوريوس الهندسة المدنية من جامعة إدنبرة في عام 1936، ثم أكملت تدريبها لمدة عامين في شركة بليث وبليث غير مدفوع الأجر للسنة الأولى في إدنبرة.

## حياتها المهنية كمهندسة مدنية
استمرت ماري مع الشركة وعملت على إنشاء الجسور وغيرها من مشاريع البنية التحتية في اسكتلندا، لتصبح عضوًا مؤسسًا في معهد المهندسين المدنيين في عام 1939. أصبحت فيرغسون في نهاية المطاف شريكًا أساسيًا في شركة بليث وبليث في عام 1948، مما جعلها أول شريك نسائي في شركة الهندسة المدنية في المملكة المتحدة. كانت ماري مسؤولة شخصيًا عن العديد من الأعمال الهندسية، بما في ذلك خطة تنقية نهر ليفن المعروفة في عام 1952. وفي 15 كانون الثاني / يناير 1957، أصبحت ماري أول امرأة تُنتخب كعضو كامل في جمعية هندسية عُليا في بريطانيا، وهي معهد المهندسين المدنيين. في عام 1967، كانت فيرغسون جزءًا من اللجنة التنظيمية للمؤتمر الدولي الثاني للمهندسات والعلماء. وفي عام 1971، ترأست محاضرة فيرينا هولمز، «هندسة البيئة» في كلية نابير للعلوم والتكنولوجيا، إدنبره.

## حياتها في وقت لاحق
تقاعدت ماري من العمل بدوام كامل في عام 1978، وحصلت على رتبة الإمبراطورية البريطانية في عام 1979.
واصلت فيرغسون عملها الهندسي كمستشارة، باستخدام رسومها لإنشاء ودعم صندوق مساعدة طلاب الهندسة. كما كانت عضوًا نشطًا في جمعية الهندسة النسائية والمنظمات المجتمعية الأخرى. حصلت على درجة الدكتوراه الفخرية في العلوم من جامعة هيريوت وات في عام 1985، لعملها في تشجيع النساء على تولي مهن الهندسة. وفي الاحتفال بإنجازات فيرغسون، علّق عميد كلية الهندسة في جامعة هيريوت وات، كيلفان هومي قائلًا بأنها «سيدة لا تُنسى، مع حسها الرائع بالفكاهة».

## تراثها
تم إسدال الستار عن صورة لفيرغسون في يونيو 2015 في مبنى ويليام أرو في جامعة هيريوت وات، حيث سُمي مبنى السكن الجامعي على إسمها.